# Lepus sinensis
A Lebre-chinesa (Lepus sinensis) é um leporídeo encontrado na China, Vietnã e Taiwan.